# Tapolcai-medence
A Tapolcai-medence (németül: Toppoltzer Tiefebene) a Dunántúli-középhegység délnyugati részén elterülő földrajzi tájegység. Határai a Balaton-felvidék, a Keszthelyi-fennsík, a Káli-medence és a Déli Bakony.

## Szerkezete
A Káli-medencétől nyugatra helyezkednek el a Tapolcai-medence híres tanúhegyei. A Balaton-felvidéket egykor alkotó másodkori (mezozoós) kőzetek a Káli-medencétől nyugatra nagyrészt a mélybe süllyedtek és eme süllyedéseket jelölő törésvonalakon tört felszínre mintegy 4 millió évvel ezelőtt a bazaltláva. A tanúhegyek közel azonos magassága az egykori felszínt jelöli, amelyre a bazaltláva szétfolyt, illetve a tufa szétszóródott. Déltől észak felé haladva csökken a magasságuk, valószínűleg az egykori felszín is lejtett arrafelé a Kisalföld irányába. Az erózió eredményeképpen sajátos alakú tanúhegyek formálódtak ki. Ahol kis mennyiségű volt a felszínre tört láva ott kúp alakú, ahol pedig terjedelmesebb ott koporsó és csonkakúp alakú hegyek jöttek létre.
Az öböl területéből emelkedik ki a Szent György-hegy 413 méter, a szigligeti Várhegy 213 méter - egykor mindkettő sziget volt. Tőlük keletre a 438 m magas Badacsony emelkedik. Az egykori első lávakitörést egy második is követte, amelynek kis kúpja az egységes bazalttakaró fölé emelkedik. Napjainkban a  puha pannon rétegek folyamatosan lepusztulnak a bazalt alól és a bazalt oszlopokban omlik alá a lejtőn. A bazalt oszloposan elváló bazaltrétegei, az úgynevezett orgonák, vagy kőzsákok. Hasonló bazaltsapka fedi a Csobáncot 371 m, Hajagost 346 m, Halápot 361 m, Hegyesdet 281 m, Tóti-hegyet 347 m, és a Gulácsot (393 m) is, amelyek hegyes kúp alakjukat a kisebb mennyiségű lávatakarónak köszönhetik.

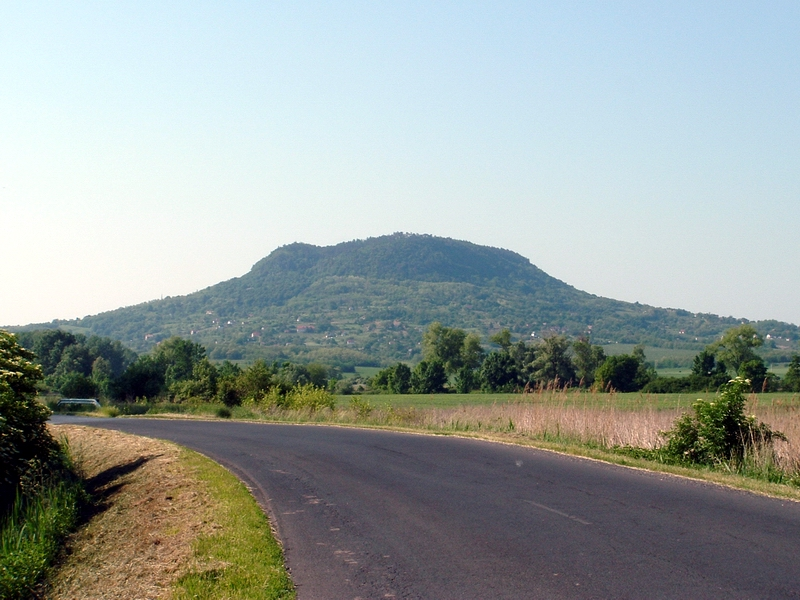
A Szent György-hegy

A Tapolcai-medence déli fele ma már kitöltődött Balaton-öböl, északi felét a dolomitszíntérbe öbölszerűen benyúló miocén mészkőfennsík alkotja. A sekélytengeri fejlődésű, porózus kőzeten számos felszíni karsztforma jött létre, belsejében pedig barlangjáratok oldódtak ki (például: Tapolcai-tavasbarlang).

## Vízrajza
A Balaton-felvidék nyugati fele délnyugati irányban lejt, ezért vizeit a Káli-medencén átfolyó Burnóti-patak meg a Tapolcai-medencén átfolyó Eger-víz és a Tapolcai-patak vezeti a Balatonba. A Tapolcai patak  - a híres tavasbarlang lefolyása - olyan bővízű, hogy felszínre bukkanásánál egykor malmot is hajtott, igazi karsztforrás.

## Növényzet

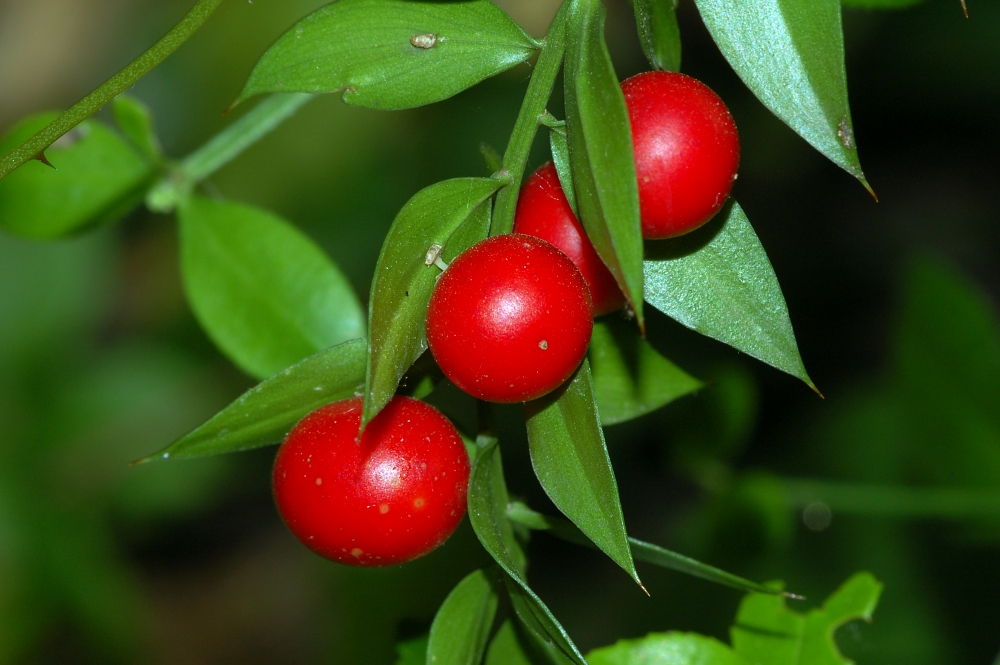
A szúrós csodabogyó

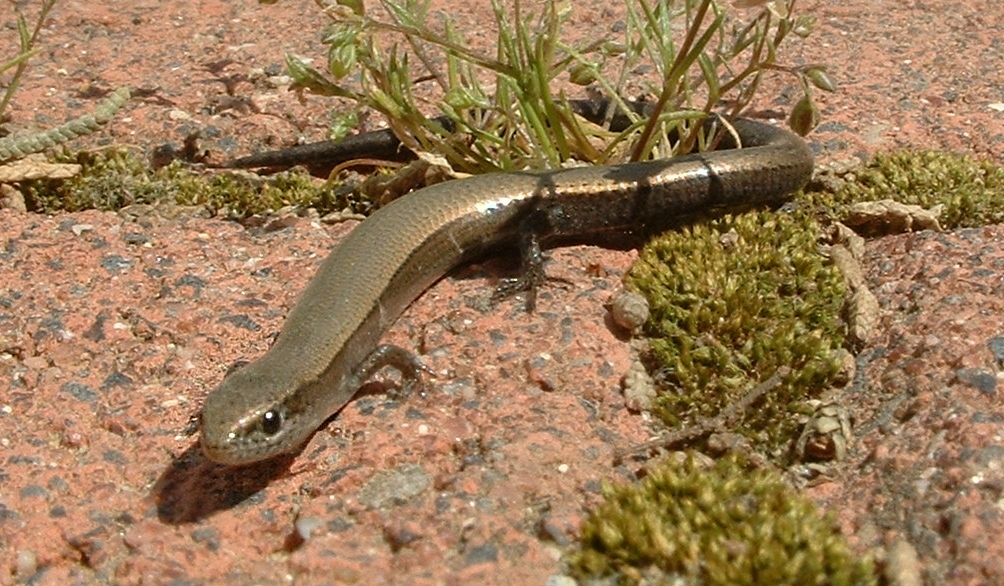
A pannongyík

A melegebb délies erdők védett szubmediterrán kúszónövénye a pirítógyökér, amely a tanúhegyeken eléggé elterjedt faj. Itt található az északi határa a dél felől terjedő a szúrós csodabogyónak. A Szent György-hegyen fordul elő a környék legnevezetesebb, hazánkban csak itt élő növényfaja, a kis mediterrán páfrány, a cselling. Említésre méltó a magas borsó, a Lumnitzer-szegfű, a borostyán szádorgó, sziklai dercevirág, mely országosan is ritka fajnak számít.

## Állatvilág
A bazalthegyek gerinctelen faunája kevéssé ismert. Megtalálható például a szalmacincér, a kis szarvasbogár, a selymes futrinka, és igen gazdag a lepkefauna is. A terület állatvilágából a gerincesek a legismertebbek. A hüllők közül a védett kockás sikló és vízisikló a leggyakoribb a nádasokban. A bazalthegyek meleg szikláin sokféle gyíkfaj él. Ritkán lehet megfigyelni a legkisebb hazai gyíkfajunkat, a védett pannon gyíkot, amely a Würm-glaciálist lezáró interglaciális maradványfaja. Gyakoribb a zöld gyík és a lábatlan gyík. A terület madárvilágát tekintve a hazánkban előforduló mintegy 350 madárfajból 190 itt is megfigyelhető. Az emlősök közül említést érdemelnek a denevérek, mint például a kései denevér, vagy más kisemlősfajok, mint például a hegyvidékek erdőiben gyakori a mókus, a borz és a különféle pelék. A patakok mentén és a Balaton-parti nádasokban egyre gyakrabban megfigyelhetők a vidrák.